# Murali Perumal
Murali Perumal (* 28. Februar 1978 in Bonn) ist ein deutscher Schauspieler indischer Abstammung.

## Leben
Murali Perumal wuchs in Bonn auf, wo er 1997 sein Abitur machte. Von 1998 bis 2002 studierte er am Max Reinhardt Seminar in Wien Schauspiel. Noch während seines Studiums bekam er seine erste Fernsehrolle in der ORF-Serie Dolce Vita & Co. Danach folgte die Rolle des Arztes Dirk im Kinofilm Anatomie 2. Nach Beendigung des Studiums gab er sein Theaterdebüt am Theater Magdeburg unter der Regie von Matthias Brenner. Danach folgten zahlreiche Theaterengagements als Gast an den Münchner Kammerspielen unter der Regie von Thomas Ostermeier und an der Schaubühne am Lehniner Platz Berlin. Außerdem spielte er am Bochumer Schauspielhaus und in zahlreichen Off-Theaterprojekten von Regisseurinnen wie Christiane Mudra und Anna Maria Krassnigg.
Von 2007 bis 2011 war Murali Perumal Ensemblemitglied am Schauspiel Köln unter der Leitung von Karin Beier, das in diesen Jahren zweimal zum deutschsprachigen „Theater des Jahres“ gekürt wurde. Mit dem Stück Die Schmutzigen, die Hässlichen und die Gemeinen, Regie Karin Beier, das 2010 zur „Inszenierung des Jahres“ gewählt wurde, trat Murali Perumal in der Rolle des Horst beim Theatertreffen in Berlin auf.
Bis heute wirkte Murali Perumal in bereits 80 Film- und Fernsehproduktionen aus 5 Ländern mit. U.a. spielte Perumal in dem Kinofilm Eden is West unter der Regie von Oscar-Preisträger Costa-Gavras, in 6 US-Produktionen wie z. B. TAR direkt an der Seite von Cate Blanchett, Bumper in Berlin mit Adam Devine, Charlie's Angels mit Kristen Stewart, Counterpart I & II mit J.K. Simmons, Big Game mit Jim Broadbent und in Til Schweigers Head Full Of Honey an der Seite von Nick Nolte. Auch die Rolle des philosophierenden Taxifahrers als Teil des Hauptcasts in dem ORF-Zweiteiler Aufschneider mit Josef Hader spielte er in diesen Jahren. Außerdem entstanden Filme mit Bastian Pastewka, Annette Frier, Armin Rohde, Meret Becker, Christoph Maria Herbst, Walter Sittler, Katharina Böhm, Katerina Jacobs und Til Schweiger. Ein Höhepunkt war seine Hauptrolle in dem mehrfach preisgekrönten Kinderkinofilm Träume sind wie wilde Tiger, der u. a. auch in seinem Herkunftsland Indien gedreht wurde und mit dem Bayerischen Filmpreis 2022 ausgezeichnet wurde.  Bisher drehte er Filme in Deutschland, Österreich, Frankreich, der Schweiz und den USA.
Murali Perumal gehört zu den ersten Pionieren der Diversity-Bewegung, lange bevor es Mode wurde im Fernsehen und im Theater. Er engagiert sich seit 2007 aktiv für die Gleichberechtigung von Schauspielern mit Migrationshintergrund, aber auch für alle anderen marginalisierten Gruppen. Er war dazu bereits in 25 Zeitungs- und Medienberichten zu hören. In einem offenen Brief an die Süddeutsche Zeitung kritisierte der deutsch-indische Schauspieler z. B. die Besetzungspolitik an deutschsprachigen Theatern.
2020 wurde Perumal in die Deutsche Filmakademie berufen. 2021 war er Mitglied der Hauptjury des Deutschen Schauspielpreises, 2022 Juror des bundesdeutschen Wettbewerbs deutschsprachiger Schauspielschulen und 2023 wurde er als Juror der Vorauswahljury des Deutschen Filmpreises für die Besten Kinderfilme gewählt.

## Filmografie (Auswahl)
- 2002: Dolce Vita & Co (Fernsehserie)
- 2002: Großstadtrevier: Rosenkrieger (Fernsehserie)
- 2002: Die Dickköpfe (Fernseh-Zweiteiler)
- 2003: Nur Anfänger heiraten
- 2003: Anatomie 2 (Kino)
- 2003: Die Musterknaben 3 – 1000 und eine Nacht (Fernsehfilm)
- 2003: Julia – Eine ungewöhnliche Frau: Kein Herz für Inder (Fernsehserie)
- 2003: September
- 2003: Alphateam – Die Lebensretter im OP (Fernsehserie)
- 2004: Grüße aus Kaschmir (Fernsehfilm)
- 2004: Tatort: Hundeleben (Fernsehreihe)
- 2004: Nur Anfänger heiraten (Fernsehfilm)
- 2005: Die Viertelliterklasse (High Octane) (Kino)
- 2005: Tatort: Der doppelte Lott (Fernsehreihe)
- 2005: SOKO Köln: Liebesgrüße aus Bombay (Fernsehserie)
- 2006: Komm näher (Kino)
- 2007: Vorne ist verdammt weit weg (Kino)
- 2007: Der Kriminalist (Fernsehserie)
- 2007: Hammer und Hart (Fernsehfilm)
- 2007: Abschnitt 40 (Fernsehserie)
- 2008: Geld.Macht.Liebe (Fernsehserie)
- 2008: Tag und Nacht (Fernsehserie)
- 2008: Nachtschicht – Ich habe Angst (Fernsehreihe)
- 2008: Die Treue-Testerin – Spezialauftrag Liebe (Fernsehfilm)
- 2008: Nachtschicht – Blutige Stadt (Fernsehreihe)
- 2008: Ein Fall für B.A.R.Z. (Fernsehserie)
- 2009: Eden is West (Kino)
- 2009: Einsatz in Hamburg: Tödliches Vertrauen (Fernsehreihe)
- 2009: Pastewka 4
- 2009: Ein Fall für Zwei (Fernsehserie)
- 2010: Aufschneider (Fernseh-Zweiteiler)
- 2010: Madly in Love (Kino)
- 2010: Bollywood lässt Alpen glühen (Fernsehfilm)
- 2010: Einsatz in Hamburg: Rot wie der Tod (Fernsehreihe)
- 2010: Kreutzer kommt (Fernsehfilm)
- 2011: Lollipop Monster (Kino)
- 2011: Kebab mit Alles (Fernsehfilm)
- 2011: Tatort: Der Weg ins Paradies (Fernsehreihe)
- 2011: Notruf Hafenkante: Gefährliche Begegnung (Fernsehserie)
- 2011: SOKO Köln: Transit (Fernsehserie)
- 2012: Polizeiruf 110 – Fieber (Fernsehreihe)
- 2012: Kreutzer kommt... ins Krankenhaus (Fernsehfilm)
- 2012: Eine Frau verschwindet (Fernsehfilm)
- 2012: Sesamstraße präsentiert: Das Geheimnis der Blumenfabrik (Fernsehserie)
- 2012: CopStories: Liebesg'schichten (Fernsehserie)
- 2012: SOKO 5113: Der Tod des Marquis (Fernsehserie)
- 2012: Lola Schön – Kommissarin Deluxe (Fernsehfilm)
- 2013: Unter Verdacht – Das Blut der Erde
- 2013: Elternabend (Fernsehfilm)
- 2013: Heiter bis tödlich: Hubert und Staller (Fernsehserie)
- 2014: Ohne Dich (Fernsehfilm)
- 2014: Big Game – Die Jagd beginnt (Big Game)
- 2014: Fünf Freunde 4 (Kino)
- 2014: Mord in bester Gesellschaft (Fernsehreihe)
- 2014: Die Hochzeitskönigin (Fernsehfilm)
- 2014: Danni Lowinski (Fernsehserie)
- 2014: Dr. Gressmann zeigt Gefühle (Fernsehfilm)
- 2015: SOKO 5113 (Fernsehserie, Folge: Auf Abwegen)
- 2018: Amur senza fin  (rätoromanischer Film)
- 2019: Lena Lorenz (Fernsehreihe, 4 Folgen)
- 2019: 3 Engel für Charlie (Charlie’s Angels)
- 2020: Anna und ihr Untermieter: Aller Anfang ist schwer (Fernsehreihe)
- 2021: Blind ermittelt – Endstation Zentralfriedhof (Fernsehreihe)
- 2021: In aller Freundschaft – Die jungen Ärzte (Fernsehserie, Folge Hindernisse)
- 2021: Träume sind wie wilde Tiger
- 2022: Anna und ihr Untermieter: Dicke Luft (Fernsehreihe)
- 2022: Der Kommissar und der See – Liebeswahn (Fernsehreihe)
- 2022: Maurice der Kater (The Amazing Maurice)
- 2023: Der Kommissar und der See – Narrenfreiheit (Fernsehreihe)
- 2023: Anna und ihr Untermieter: Wenn du träumst von der Liebe (Fernsehreihe)
- 2023: WOW! Nachricht aus dem All
- 2024: Der Kommissar und der See – In besseren Kreisen (Fernsehreihe)
- 2024: Die Liesl von der Post – Jugendsünden (Fernsehreihe)
- 2024: Die Liesl von der Post – Klapperstorch (Fernsehreihe)
- 2025: Anna und ihr Untermieter: Plötzlich Schwiegermutter (Fernsehreihe)